# Johannes Proelss
Johannes Proelss, född den 4 juli 1853 i Dresden, död den 21 november 1911 i Kennenburg vid Esslingen, var en tysk författare. Han var son till Robert Proelss.
Proelss, som var verksam som journalist, författade noveller, dikter med flera vittra verk, en biografi över Scheffel (1887; ny upplaga 1902) och Das junge Deutschland (1891) med mera.